# Pyrrothrix
Pyrrothrix là chi thực vật có hoa trong họ Acanthaceae.